# Губанообразные
Губанообразные (лат. Labriformes) — отряд лучепёрых рыб из надотряда колючепёрых. Насчитывают около 630 видов, объединяемых в три семейства. Распространены в морских прибрежных водах.  Для значительной части губанообразных характерен протогинический гермафродитизм — возрастная смена пола с женского на мужской. Многие представители обладают яркой окраской, также изменяющейся в течение жизни.
Характерные особенности отряда касаются строения глотки, благодаря которому эти рыбы способны питаться твёрдой пищей. Представители этого отряда имеют сращенные в единую пластину нижнеглоточные кости и хорошо развитые жевательные глоточные зубы. Спинной плавник всегда один, имеет колючие лучи в передней части.
Мясо многих губанообразных съедобное и вкусное, однако промышленный вылов их не ведётся, поскольку эти рыбы не образуют массовых скоплений.

## Классификация
В отряд включают следующие семейства, в скобках указано количество видов:
- Labridae — Губановые (519)
- Odacidae — Австралийские губаны (12)
- Scaridae — Рыбы-попугаи (99)